# Handebol nos Jogos Pan-Americanos de 1995
As competições de handebol nos Jogos Pan-Americanos de 1995 foram realizadas em Mar del Plata, Argentina, de 16 de março a 25 de março de 1995. Esta foi a terceira edição do esporte nos Jogos Pan-Americanos. As mulheres competiram de 15 a 24 de março de 1995.

## Masculino

### Classificação final
| POSIÇÃO | TIME           |
| ------- | -------------- |
| 1.      | Cuba           |
| 2.      | Brasil         |
| 3.      | Argentina      |
| 4.      | Estados Unidos |
| 5.      | Paraguai       |
| 6.      | Porto Rico     |

## Feminino

### Classificação final
| POSIÇÃO | TIME           |
| ------- | -------------- |
| 1.      | Estados Unidos |
| 2.      | Canadá         |
| 3.      | Brasil         |
| 4.      | Cuba           |
| 5.      | Argentina      |

## Quadro de medalhas
| Place | Nation             |   |   |   | Total |
| ----- | ------------------ | - | - | - | ----- |
| 1     | CUB Cuba           | 1 | 0 | 0 | 1     |
|       | USA Estados Unidos | 1 | 0 | 0 | 1     |
| 3     | BRA Brasil         | 0 | 1 | 1 | 2     |
| 4     | CAN Canadá         | 0 | 1 | 0 | 1     |
| 5     | ARG Argentina      | 0 | 0 | 1 | 1     |
| Total | Total              | 2 | 2 | 2 | 6     |